# IC 5292
IC 5292 est une galaxie spirale (?) située dans la constellation de Pégase. Sa vitesse par rapport au fond diffus cosmologique est de 4 226 ± 26 km/s, ce qui correspond à une distance de Hubble de 62,3 ± 4,4 Mpc (∼203 millions d'al). IC 5292 a été découverte par l'astronome français Guillaume Bigourdan en 1891.
IC 5292 présente une large raie HI.

## Groupe de NGC 7515
Selon un article publié en 2007, IC 5292 est un membre du groupe de NGC 7515. Il s'agit d'un groupe d'arrière plan de l'amas de Pégasus I en compagnie de 14 autres galaxies. Ses membres sont NGC 7469, NGC 7515, NGC 7529, NGC 7535, NGC 7536, NGC 7570, NGC 7591, IC 5283, IC  5292, UGC 12370, UGC 12423, UGC 12426, UGC 12547 et UGC 12555.
Certaines des galaxies mentionnées par Levy et ses collègues sont aussi mentionnées par A.M. Garcia dans un article publié en 1993, soit NGC 7515, NGC 7535, NGC 7536 et NGC 7570. À ces quatre galaxies, Garcia ajoute les galaxies NGC 7563, NGC 7580, UGC 12388, UGC 12403 et MCG 2-59-2. Elles sont dans la même région du ciel et à des distances semblables que les 15 galaxies retenues par Levy. Si l'on ajoute ces cinq dernières galaxies au groupe de NGC 7469, on obtient alors un total de 20 membres.